# Folsomia prima
Folsomia prima är en urinsektsart som beskrevs av Mills 1931. Folsomia prima ingår i släktet Folsomia och familjen Isotomidae. Inga underarter finns listade i Catalogue of Life.